# Паровоз
Парово́з — автономный локомотив с паросиловой установкой, использующий в качестве двигателя паровые машины.
Появление паровозов сыграло ключевую роль в развитии железнодорожного транспорта, хотя рельсовый транспорт был известен ещё до нашей эры. Благодаря их мощности стало возможным увеличение объема грузовых перевозок, а благодаря скорости и надёжности получило развитие регулярного пассажирского сообщения сначала между городами, а потом и между странами. Паровозы сыграли огромную роль в промышленном развитии человечества в XIX и XX веке.
Паровозы постоянно улучшались и развивались, что привело к большому разнообразию их конструкций, в том числе и отличных от классической. Так, существуют паровозы без тендера, без котла и топки, с паровой турбиной в качестве двигателя, с зубчатой трансмиссией. Однако с середины XX века паровоз был вынужден уступить место более совершенным локомотивам — тепловозам и электровозам, которые существенно превосходят паровоз по экономичности. Тем не менее, в ряде стран паровозы и поныне продолжают работать, в том числе на магистралях.

## Этимология
Изобретение русского слова «паровоз» приписывается Н. И. Гречу, который в середине XIX века издавал газету «Северная пчела». До этого паровоз называли «самокатная паровая машина» (или просто «машина»), «паровая фура», «паровая телега», «пароходка» — у Черепановых и В. А. Жуковского, и даже «пароход».
В 1836 году в связи с предстоящим открытием Царскосельской железной дороги в «Северной пчеле» № 223 от 30 сентября появилось следующее сообщение:

Немедленно по прибытии паровых машин, которые для отличия от водяных пароходов можно было бы назвать паровозами, последуют опыты употребления их…

В первых отчётах строителя Царскосельской железной дороги Ф. А. Герстнера встречается: «паровая машина», «паровой экипаж», «паровая карета». С 1837 года Герстнер уже использует слово «паровоз». В отчётах Царскосельской железной дороги слово «паровоз» впервые появляется 8 февраля того же года.

## Классификация паровозов
Классификация паровозов весьма разнообразна. Чаще всего выделяют семь основных признаков:
1. По осевой формуле.

Методы записи осевых формул в разных странах были весьма разнообразны. В русской форме записи учитывают число каждого типа осей, в английской — число каждого типа колёс, в старогерманской — число движущих осей/общее число осей.
Так, осевая формула китайского паровоза QJ в русской записи будет 1-5-1, что означает, что паровоз имеет одну бегунковую, пять движущих и одну поддерживающую ось. В английской записи эта осевая  формула будет 2-10-2, а в старогерманской — 5/7.
Помимо этого, за многими типами закрепились названия из американской классификации, например: 2-2-0 — «Америкен», 1-3-1 — «Прери», 1-4-1 — «Микадо», 1-5-0 — «Декапод».
1. По роду службы — пассажирские, грузовые (товарные), маневровые и промышленные.
  - Товарный паровоз предназначен для вождения грузовых поездов. Их отличительной особенностью является то, что диаметр движущих колёсных пар у них, как правило, небольшой и не превышает 1300 мм. Малый диаметр колёсных пар объясняется тем, что требуется обеспечить большое тяговое усилие, при этом требования к скорости не являются определяющими. Другой особенностью паровозов, предназначенных для грузовых поездов, является высокая осевая нагрузка. Она позволяет максимально реализовать тяговое усилие без срыва в боксование. Максимальная скорость грузовых паровозов, как правило, не превышала 100 км/ч. Самым крупным товарным паровозом является американский Big Boy.
  - Пассажирский паровоз предназначен для вождения пассажирских поездов. Их отличительной особенностью является то, что диаметр движущих колёсных пар, как правило, превышает 1500 мм (для русской и европейской колеи) и доходит до 2300 мм. Наиболее типичные значения диаметров около 1700—2000 мм (С — 1830 мм, Су — 1850 мм, М — 1700 мм, ИС — 1850 мм, GWR 6000 — 1981 мм, DB 10 — 2000 мм, LMS Jubilee Class — 2057 мм). Большой диаметр колёсных пар объясняется тем, что нужно обеспечивать большую скорость движения при относительно небольшой требуемой силе тяги. С целью уменьшения осевой нагрузки и получения более спокойного хода паровоза на высоких скоростях эти паровозы, как правило, имеют бегунковую ось или тележку.
2. Российский паровоз Р с паровой машиной тандем-компаунд  По числу цилиндров паровой машины — двух- и многоцилиндровые (3 или 4 цилиндра). Наибольшее распространение получили двухцилиндровые паровозы как более простые и надёжные по конструкции, однако многоцилиндровые имеют лучшие динамические показатели.
У трёхцилиндровых (паровая машина типа компаунд) паровозов 2 цилиндра расположены снаружи рамы, а третий между её боковинами. Примеры трёхцилиндровых паровозов: советский серии М, немецкий «BR 01.10» и чехословацкий «Друг».
У четырёхцилиндровых паровозов (паровая машина в этом случае в также типа компаунд) два цилиндра располагаются снаружи рамы, а остальные два могут располагаться либо между половинами рамы (серии Л, У, Фл), либо снаружи, причём в этом случае 2 цилиндра с каждой стороны, в свою очередь, могут располагаться либо друг за другом (тандем-компаунд, пример — серии Р), либо друг над другом (системы Воклена, пример — паровозы В и Дк американского производства).
3. По роду применяемого пара — на насыщенном и перегретом паре. В первом случае получившийся после испарения воды пар сразу поступает в цилиндры паровой машины. Такая схема применялась на первых паровозах, но была весьма неэкономичной и сильно ограничивала мощность. С начала XX века стали строить паровозы, работающие на перегретом паре. В данной схеме пар после получения дополнительно нагревается в пароперегревателе до более высокой температуры (свыше 300 °C), а затем поступает в цилиндры паровой машины. Такая схема позволяет получить значительную экономию в паре (до 1/3), а следовательно, в топливе и воде, благодаря чему стала применяться на подавляющем большинстве выпускавшихся мощных паровозов.
4. По кратности расширения пара в цилиндрах машины — с простым и многократным расширением. В случае применения простого расширения пар из парового котла поступает в паровой цилиндр, а после выбрасывается в трубу для увеличения тяги(см. Конусное устройство). Такая схема применялась на ранних паровозах. В дальнейшем на паровозах стали применять двукратное последовательное расширение пара (паровая машина типа компаунд). По такой схеме пар сначала поступает в один цилиндр (цилиндр высокого давления), а затем в другой (цилиндр низкого давления), а после выбрасывается в конусное устройство. При работе на насыщенном паре такая схема позволяет получить до 13 % экономии в топливе. С паровыми машинами компаунд двукратного расширения на рубеже XIX—XX вв. выпускалось достаточно большое количество паровозов (в том числе и знаменитая серия Ов — овечка), однако с началом применения перегретого пара паровые машины стали вновь заменять на простые. Это связано с тем, что при перегретом паре машина компаунд позволяет получить до 7 % экономии топлива, но сама конструкция при этом излишне усложняется. В связи с этим уже с 1910-х практически все мощные паровозы стали выпускать с простыми паровыми машинами. Тем не менее на многих паровозах (например, российские и советские Оч и Ыч) применялось двукратное расширение перегретого пара, а во многих странах такие паровозы выпускались и в конце 1940-х — начале 1950-х (например, тот же чехословацкий «Друг»).
Также есть данные о том, что в ряде стран (в том числе и в Российской империи) были попытки создать паровозы с трёхкратным расширением пара, однако такие паровозы оказались неудачными[3].
5. Африканский сочленённый паровоз системы Гарратт  По числу экипажей, размещённых под котлом. В данном случае наибольшее распространение получили паровозы с одним экипажем, то есть с одной жёсткой рамой, так как такая конструкция довольно проста. Для увеличения силы тяги при неизменной нагрузке от осей на рельсы необходимо увеличивать число движущих осей, но их максимальное число в экипаже ограничивается по условиям вписываемости в кривые. Примером может служить опытный советский паровоз АА20-01, который был единственным в мире паровозом с семью движущими осями в одной жёсткой раме, оказавшийся технической ошибкой, так как неудовлетворительно вписывался в кривые и часто сходил на стрелках. Поэтому нередко применялись паровозы с двумя экипажами, то есть на 2 поворотных тележках. Паровозы такого типа получили название сочленённые, и существует достаточно большое количество схем их конструкций — Ферли, Мейера, Гарратт. Основные недостатки всех сочленённых паровозов — громоздкость конструкции, более высокая стоимость и весьма сложная конструкция паропроводов, а также большие потери пара при его передаче от котла к цилиндрам. Также существует так называемый полугибкий тип (система Маллета), когда на поворотной тележке расположена лишь одна группа (чаще всего передняя) движущих осей, вторая же находится в основной раме.
6. По наличию тендера: тендерный и танк-паровоз.
7. По типу трансмиссии: прямого привода и с применением зубчатых передач.

## Устройство и принцип действия паровоза
- 1 — топка;
- 2 — зольник;
- 3 — паровой котёл;
- 4 — дымовая коробка;
- 5 — будка;
- 6 — тендер;
- 7 — сухопарник;
- 8 — предохранительный клапан;
- 9 — клапан регулятора;
- 10 — коллектор пароперегревателя;
- 11 — паровая машина;
- 12 — конус;
- 13 — парораспределительный механизм;
- 14 — привод регулятора;
- 15 — экипаж;
- 16 — поддерживающая тележка;
- 17 — бегунковая тележка;
- 18 — букса;
- 19 — рессорное подвешивание;
- 20 — колодка тормоза;
- 21 — паровоздушный насос;
- 22 — сцепное устройство;
- 23 — свисток;
- 24 — песочница.

Несмотря на разнообразие конструкций, все паровозы имеют три основные взаимосвязанные части: паровой котёл, паровая машина и экипаж.
Паровой котёл служит для получения пара, то есть является первичным источником энергии. Пар на паровозе является основным рабочим телом во многих устройствах и механизмах и прежде всего в тяговой паровой машине, которая преобразует энергию пара в возвратно-поступательное движение поршня, которое в свою очередь с помощью кривошипно-шатунного механизма трансформируется во вращательное, заставляя крутиться движущие колёса. Помимо этого, пар служит для привода паровоздушного насоса (компрессора), паротурбогенератора вырабатывающего электроэнергию, а также используется в звуковых сигналах — свистке и тифоне. Экипаж паровоза, состоящий из рамы и ходовых частей, является как бы передвижным основанием (остовом) паровоза и служит для несения оборудования и для передвижения паровоза по рельсам. Также иногда в основные части паровоза включают и тендер — прицепляемый к локомотиву вагон, служащий для хранения запасов воды и топлива.

### Паровой котёл
Так как паровой котёл является первичным источником энергии, это делает его главным компонентом паровоза. В связи с этим к котлу предъявляется целый ряд требований, прежде всего, надёжность и безопасность работы котла. Это обусловлено тем, что давление пара может достигать очень высоких значений (до 20 атм. и выше). Но главная опасность при эксплуатации парового котла - его взрыв. Именно взрыв парового котла был одним из наиболее веских аргументов в XIX веке против повышения давления пара, так необходимого для повышения КПД и мощности. Также паровой котёл должен быть удобен в управлении, обслуживании и ремонте, иметь возможность работы на различных видах и сортах топлива, быть как можно более мощным, а также экономичным.
Паровой котёл состоит из частей, которые для удобства часто делят на пять групп:
1. основные части;
2. гарнитура;
3. арматура;
4. паропровод и пароперегреватель;
5. вспомогательное оборудование.

#### Основные части котла
Классический паровой паровозный котёл состоит из следующих основных частей (на рисунке выше — слева направо): топка, цилиндрическая часть и дымовая коробка.
В топке (она же — камера сгорания) заключённая в топливе химическая энергия преобразуется в тепловую. Конструктивно топка представляет собой две вложенные друг в друга стальные коробки: огненная коробка (собственно топка) и кожух, соединённые между собой топочными связями, которые представляли собой стойки, которые одним концом заклепывались к огненной коробке, а другим к кожуху. Паровозная топка работает в крайне тяжёлых температурных условиях, так как температура от сгоревшего топлива может достигать 700 °C при угольном отоплении и свыше 1600 °C — при нефтяном. Также между огненной коробкой и кожухом при работе находится слой пара под большим давлением (десятки атмосфер). Поэтому топку собирают из минимально возможного числа деталей, в частности огненная коробка часто состоит из пяти листов: потолок, два боковых, задний и трубчатая решётка. Последняя является местом перехода от топки к цилиндрической части.
В нижней части топки расположена колосниковая решётка, которая служит для поддержания слоя горящего твёрдого топлива. А в заднем листе расположено шуровочное отверстие, через которое забрасывается топливо. На мощных паровозах в верхней части топки расположены циркуляционные трубы и (или) термосифоны, служащие для повышения циркуляции воды в котле. Циркуляционные трубы также поддерживают свод из кирпичей (обмуровку), защищающий потолок и трубчатую решётку от воздействия открытого пламени.
Между собой топки различают по форме потолка: с плоским потолком и радиальные. Топка с плоским потолком (топка Бельпера) имеет относительно большой объём огненной коробки, благодаря чему обеспечивается полнота сгорания топлива. В результате такие топки были весьма распространены у ранних паровозов, а в ряде стран выпускались вплоть до конца паровозостроения. Но так как плоские листы хуже противостоят высокому котловому давлению, то на мощных паровозах требуется устанавливать большое число связей между огненной коробкой и кожухом. Поэтому на мощных паровозах стали применять топки с радиальным потолком (радиальная топка), которые легче топки Бельпера и лучше противостоит высокому давлению пара. Но у радиальной топки есть серьёзный недостаток: относительно малый объём топочного пространства, из-за чего топливо сжигается менее эффективно. В результате в передней верхней части таких топок нередко устанавливают камеру догорания, которая улучшает эффективность сгорания топлива (хотя нередко это мнение преувеличивают).
Цилиндрическая часть парового котла является его основной частью, так как именно в ней происходит основное парообразование. По сути, цилиндрическая часть является дымогарным котлом (газотрубным) так как нагрев воды происходит за счёт проходящего через неё большого числа (до нескольких сотен штук) дымогарных труб, внутри которых протекают тепловые воздушные потоки. Оболочка цилиндрической части состоит из нескольких барабанов (обычно три и более), соединённых телескопическим методом, то есть один вложен в другой. Впервые многотрубчатый котёл на паровозах был применён в 1829 году, а именно — на знаменитой «Ракете» Стефенсона.
Часто в сверху цилиндрической части находится пароперегреватель. Жаровые трубы пароперегревателя больше диаметром (так как они отдают тепло пару, а не воде).

#### Гарнитура котла
Гарнитура котла (иногда — Принадлежности котла) — приборы и устройства, которые служат для рационального сжигания топлива. К гарнитуре котла относятся: колосниковая решётка, свод, зольник с поддувалом, искродержатель, дверцы дымовой коробки, дымовытяжная установка.

В зависимости от расположения, различают гарнитуру топки и гарнитуру дымовой коробки. Также существует такой прибор как сажесдуватель, который может располагаться как в топке, так и в огненной коробке топки, либо вовсе быть переносным. Сажесдуватель служит для очистки внутренней поверхности дымогарных и жаровых труб от сажи и изгари, тем самым позволяя увеличить передачу тепла от горячих газов через стенки труб к воде и пару. Очистка производится направлением струи пара внутрь труб. Впоследствии на многих паровозах сажесдуватели были демонтированы.
Колосниковая решётка расположена в огневой коробке на уровне топочной рамы, служит для поддержания слоя горящего твёрдого топлива и обеспечивает к нему, за счёт щелей, приток необходимого для горения воздуха. Из-за больших размеров (на паровозе серии Л, например, её размеры — 3280 мм × 1830 мм), колосниковая решётка делается из отдельных элементов — колосников, которые расположены поперечными рядами. На ранних паровозах колосники были неподвижными, впоследствии стали строиться паровозы с подвижными (качающимися) колосниками, что позволяло упростить очистку топки от шлаков и золы. Привод качающихся колосников преимущественно пневматический. Шлаки и зола из топки ссыпаются в расположенный под топкой специальный бункер — зольник, верхняя часть которого охватывает всю колосниковую решётку, а нижняя, из-за дефицита свободного пространства, располагается преимущественно между боковинами основной рамы паровоза. Для пропуска воздуха в топку зольник оборудуется специальными клапанами, которые используются также и для очистки бункера от шлаков. К гарнитуре топки ещё относят и топочные (шуровочные) дверцы, которые закрывают шуровочное отверстие (служит для заброса топлива в топку), тем самым разделяя пространства топки и будки машиниста. Так как и зольник, и решётка обеспечивают приток свежего воздуха в огненную коробку, засорение (шлакование) их воздухопроводов и щелей может привести к серьёзному падению мощности котла, поэтому при использовании антрацитов и низкокалорийных углей применяют шлакоувлажнитель, представляющий собой несколько трубок с отверстиями, расположенными по периметру колосниковой решётки. Периодически через них пропускают пар, который понижает температуру у самой решётки, а соприкасаясь со шлаком, делает его более пористым.
Если паровоз отапливается нефтью или мазутом (распространено на современных паровозах), то в топке устанавливают нефтяные форсунки и нефтепроводы. Форсунки обеспечивают тонкое распыление топлива, что необходимо для его полного сгорания. При этом колосники и зольник не устанавливаются. Зато ввиду более высокой температуры пламени(свыше 1600°) в топке устанавливают специальный кирпичный свод (также известен как обмуровка). Однако общий вес обмуровки свода выше, чем у колосниковой решётки, поэтому перевод паровоза с угольного на нефтяное отопление повышает общий вес паровоза, особенно его задней части.

##### Гарнитура дымовой коробки
Для горения топлива необходим воздух, причём его надо много: на 1 кг угля или мазута требуется соответственно 10—14 кг или 16—18 кг воздуха. Подача такого количества воздуха в камеру сгорания (топку) естественным способом практически невозможна, что принуждает к созданию искусственной тяги газов в котле. Для этого в дымовой коробке устанавливают специальное дымовытяжное устройство (эжектор) которое обеспечивает приток воздуха в топку за счёт эффекта Бернулли. Паровозные дымовытяжные устройства бывают нескольких конструкций, однако практически все они работают на уже отработанном паре, поступающем из тяговой паровой машины, что позволяет изменять подачу воздуха в зависимости от используемой мощности машины, то есть чем более выше мощность парового котла, тем сильнее горение и тем больше пара вырабатывается.
Наиболее простым дымовытяжным устройством является конус, который выглядит как форсунка конусовидного сечения, установленная под дымовой трубой. Принцип действия конуса идентичен эжектору: он заключается в том, что пропущенный через него отработанный пар приобретает высокую скорость (до 250—350 м/с),  направляется в дымовую трубу, где он, увлекая с собой воздух, создаёт в дымовой камере разрежение. Конусы бывают различных конструкций, в том числе одно-, двух- и четырёхдырные, переменного и постоянного сечения, с общим и раздельным выпуском. Наибольшее распространение получил двойной четырёхдырный (четырёхсопловой) конус переменного сечения с раздельным выпуском, то есть когда пар из правого и левого цилиндров выпускаются раздельно. Однако несмотря на простоту конструкции, конус нельзя использовать на паровозах с конденсацией отработанного пара, т.к. пар направляется в конденсатор, поэтому на последних в качестве дымовытяжного устройства используется вентилятор дымовых газов (газосос). Привод вентилятора осуществляется от отработанного пара, что так же, как и при конусе, делает регулировку тяги автоматической. Хорошая работа вентиляторной тяги привела к тому, что её начали применять даже на паровозах без конденсации отработанного пара (например, советские СОв и Сум), однако из-за ряда недостатков (более сложная конструкция, нежели у конуса, а следовательно, и более высокая стоимость ремонта, высокое противодавление при выпуске пара, сложность работы на высоких отсечках) в 1950-х годах вентиляторная тяга была заменена на конусную.

#### Арматура котла
Арматура котла служит для наблюдения за его безопасной работой и для ухода за котлом. К ней относятся: манометр, водомерные стёкла, водопробные краны, инжекторы для питания водой, водоподогреватель, предохранительные клапаны, свисток, клапаны для продувки котла и дымогарных и жаровых труб.

### Паровая машина

#### Парораспределительный механизм
Парораспределительный механизм служит для управления золотниковым клапаном, который направляет пар в левую или правую камеру цилиндра, в зависимости от положения поршня. Парораспределительный механизм должен обеспечивать реверс (см ниже), оптимальный КПД и мощность паровой машины и не допускать зависание кривошипа в мертвой точке.  В русском паровозостроении наиболее распространены механизмы Джоя и Вальсхарта.

#### Система реверса
Система реверса представляет собой систему взаимосвязанных рычагов, позволяющих изменить на 180° . Это производится с помощью поднятия или опускания рычага реверса (поз.8),  который действует на камень (поз.2), который скользит в прорези кулисы (поз. 1). Когда рычаг и камень находится в нижнем положении, фаза начала впуска пара золотником по отношению к фазе движения поршня сдвигается, и направление движения изменяется в обратную сторону (назад) . Также, изменяя положение камня, можно регулировать фазу (отсечку) пара на переднем ходу. Парораспределительный механизм Бейкера был более надёжным и удобным, но появился только в 1920-х годах применялся в основном на дорогах США.

### Экипажная часть
Экипаж представляет собой подвижное основание для прочих частей паровоза, с помощью которого он передвигается по рельсовому пути. Стальная рама паровоза через рессорное подвешивание опирается на оси посредством букс и буксовых подшипников. Чтобы облегчить вписывание в кривые, применяются одноосные и для быстроходных (от 120 км/ч) паровозов двухосные тележки для передних (направляющих) колёс. Также прохождение кривых улучшается применением безребордных колёс на одной-двух осях.

### Тендер
Тендер паровоза представляет собой специальную повозку (вагон) с запасом воды и топлива. В Европе широко применялись паровозные серии, которые вообще не предусматривают прицепного тендера — у них запасы угля располагаются позади будки, а запасы воды — в специальных резервуарах впереди будки по обе стороны котла. Такой паровоз носит название танк-паровоз. В России такие паровозы (например, 9П) получили распространение при работе на внутризаводских территориях, а также как маневровые локомотивы.

## История паровоза
Паровоз есть изобретение не одного человека, а целого поколения инженеров и механиков.Джордж Стефенсон

### Предыстория
Впервые силу пара для движения повозки предложил И. Ньютон в 1680 году. Тележка Ньютона была реактивной. Французский инженер Николя Кюньо в 1769 году построил трёхколёсную безрельсовую повозку с паровым двигателем, который приводил в действие одно колесо при помощи храпового механизма. Машина двигалась самостоятельно, но оказалась весьма неудачной конструкцией. Подлинная телега Кюньо сохраняется в музее. Американец Эванс и помощник Уатта Уильям Мёрдок также не дошли до практического применения своих разработок.

### Общая история

#### Первые паровозы
Первым, кто сумел сделать катящуюся по рельсам паровую повозку, стал талантливый английский инженер Ричард Тревитик. Тревитик создал несколько моделей паровозов, самый первый из которых, «Puffing Devil», был создан в 1801 году, а в 1802 году был создан паровоз «Coalbrookdale» для одноимённой угольной компании. Самая известная модель паровоза, которая получила имя «Pen-y-Darren», была создана в конце 1803 года, однако официальным годом её рождения считается 1804, когда Тревитик получил патент на своё изобретение. Паровоз сильно отличался от его «потомков». Так, на нём один цилиндр раскручивал большое колесо-маховик, от которого через зубчатую передачу приводились обе колёсные пары. Испытания данного паровоза проходили близ города Мертир-Тидвил (Уэльс, Великобритания), где 21 февраля паровоз впервые проехал с вагонетками, тем самым проведя первый в мире поезд. В 1808 году Тревитик создаёт новый паровоз, который начал использовать на кольцевой железной дороге-аттракционе «Поймай меня, кто сможет».
К тому времени на крупных предприятиях активно использовалась конная тяга, применение которой существенно ограничивало вес составов с грузом, да и скорость транспортировки была невелика. Это вскоре привело многих владельцев крупных предприятий к мыслям о начале применения в транспортировке грузов паровых машин, в том числе и движущихся по рельсам. Также началом применения в промышленности паровоз обязан был и французскому императору Наполеону, а точнее его войнам, из-за которых возросли цены на зерновые, в том числе и на корма. Из-за этого значительно вздорожало содержание лошадей. В 1811 году предпринимается попытка применения паровоза для вождения вагонеток с углём, но лёгкий паровоз не смог потянуть тяжёлый состав, а стал боксовать на месте. В результате родилось ошибочное мнение о невозможности реализации паровоза с гладкими колёсами на гладких рельсах достаточной силы тяги, поэтому в 1812 году для Мидльтонских копей был создан паровоз «Бленкинсоп», в котором сила тяги реализовывалась за счёт зубчатого колеса, катящегося по зубчатой рейке.
В 1813 году Уильям Хедли создал паровоз «Пыхтящий Билли», который водил поезда лишь за счёт силы сцепления гладких колёс с гладкими рельсами, тем самым разрушая ложную теорию. Билли был практически применимой конструкцией и проработал 50 лет.
Джордж Стефенсон в 1814 году построил свой первый паровоз «Блюхер». 27 сентября 1825 года открывается первая в мире общественная железная дорога Стоктон — Дарлингтон. Движение по ней открыл паровоз Стефенсона «Locomotion» («Движение»), провёзший первый поезд с 450 пассажирами и 90 тоннами груза. Название паровоза довольно скоро становится нарицательным, а впоследствии все рельсовые движущиеся тяговые средства начинают называть на манер паровоза — локомотивами.
Первые паровозы конкурировали с конной и канатной тягой, и окончательный успех локомотивной тяги был одержан с победой в 1829 году стефенсоновской «Ракеты» на Рейнхильских испытаниях локомотивов для дороги Манчестер—Ливерпуль. Уже в 1831 году произошло разделение поездов и, соответственно, локомотивов, на товарные и пассажирские. В следующие несколько лет общие черты конструкции паровоза окончательно оформились: появилась будка для машиниста, осветительные приборы, световые сигналы, котёл стал значительно длиннее, усовершенствовано парораспределение, в 1832 году в США применили поворотную тележку, цилиндры приняли горизонтальное положение в 1834 году (паровозы Тревитика, Бленкинсопа, Хедли, «Блюхер» и «Локомоушен» имели цилиндры, расположенные вертикально в котле, «Ракета» — вне котла наклонные), в 1835 году введён свисток. Также паровозы оборудовались песочницами и ленточными тормозами с паровым приводом.
Паровозы-рекордсмены с движущими колёсами диаметром 2,5 м и более развили скорости:
- в 1839 году «Ураган» — 165 километров в час (103 миль/ч)[14];
- в 1847 году «Корнуол» — 187 километров в час (116 миль/ч)[14].

От «Ракеты» (0—1—1, 4,5 т, 13 м², 13 л. с., 0,28 тонн-силы тяги) за первые 25 лет типичные паровозы достигли следующих параметров: осевая формула 0—3—0, вес 33,5 тонны, поверхность нагрева котла 104 м². В товарном движении бывали локомотивы 1―2―0 (и в Америке 0―4―0), в пассажирском: 1—1—1, 2—1—1, 1—2—0, 2—2—0.

#### Дальнейшие усовершенствования
Паровозы были оборудованы колодочными воздушными тормозами, инжектором, продолжало совершенствоваться парораспределение. В 1876 году Маллет предложил компаундные паровозы, в 1887 году он же ― сочленённые с осями, спаренными в тележки для лучшего вписывания в кривые.
Для железных дорог с малыми радиусами кривых, а также для таких дорог узкой колеи в 1908 году разработаны сочленённые паровозы системы Гаррата, которые активно применяли в тёплом климате тропических колоний, где не сказывается важный недостаток сочленённых систем ― длинные паропроводы.
В начале XX века на паровозах стали применять разработанные в 1896—1900 годах пароперегреватели Шмидта, что позволило резко поднять КПД машины.
Экстенсивное развитие паровозов заключалось в увеличении их веса, размеров и мощности, вследствие чего росло количество сцепных осей и нагрузка на ось (в Европе ― до 20 тонн, в Америке ― до 35 тонн). К 1930-м годам крупнейшие паровозы достигли рекорда скорости 204,66 километра в час (130 мили/ч) со спецпоездом, скоростей 140―160 км/ч с 14-вагонным пассажирским составом и следующих технических параметров:
| тип                 | формула                 | масса, т (с тендером) | поверхность нагрева котла, м² | мощность, л. с. | тяга, тс |
| ------------------- | ----------------------- | --------------------- | ----------------------------- | --------------- | -------- |
| однорамный          | 2―6―1                   | 356                   | 771                           | 4750            | 43,8     |
| сочленённый Маллета | 1—4+4—1 1—5+5—1 1—4+4—2 | 457                   | 1012 (колосн. реш. 17)        | 6300            | 80,0     |

#### Закат эпохи паровозов
На протяжении всей истории паровозостроения делались серьёзные попытки улучшить эксплуатационные характеристики паровозов. Так, тяжёлый и непроизводительный труд кочегара был облегчён благодаря применению шнековой системы подачи топлива — стокером. В этом же направлении подействовал и перевод котлов с твёрдого на жидкое топливо — мазут и другие тяжёлые фракции нефти. В богатых лесом районах неприхотливость парового котла к видам питающего их топлива делает использование паровоза вполне целесообразным. Тем не менее в экономическом отношении паровоз, безусловно, уступает иным видам локомотивов. Это привело к тому, что в середине XX века выпуск и эксплуатация паровозов во многих странах были свёрнуты, а сами они либо были порезаны на металлолом, либо превращены в неподвижные памятники, либо стали экспонатами музеев.
Несмотря на это, паровозная тяга до сих пор применяется на таких дорогах, где экономическая эффективность достигается иными способами, примером чего служит туристический бизнес. Так, рельсовая связь между Дрезденом и Морицбургом (расстояние составляет 14 км) с его известным замком осуществляется музейными вагонами на паровозной тяге. Паровозы водят туристические поезда из Дрездена и в других направлениях. Существуют и общества любителей паровозов, в своей деятельности выполняющих мероприятия по сохранению памяти об этом виде техники, ставшей элементом истории цивилизации. В немецком городе Майнингене существует завод, до сих пор выпускающий и ремонтирующий паровозы (на заказ), а в польском Вольштыне функционирует полноценное паровозное депо. Также в ряде стран рабочие паровозы очень часто используются в праздничных мероприятиях и для съёмок исторических кинофильмов.
В некоторых местностях Индии и Китая, где имеется дефицит дизельного топлива и дороги не электрифицированы, но в то же время доступно твёрдое топливо (прежде всего уголь), паровозы продолжают водить поезда (в основном грузовые) по сей день.
На исторической узкоколейной железной дороге в провинции Огненная Земля (Аргентина), небольшой паровоз водит так называемый «Поезд на краю света».

### История паровоза в России

#### Начало российского паровозостроения
Первый паровоз (также сухопутный пароход, что можно слышать в «Попутной песне» 1840 года М. И. Глинки) в Российской империи появился в 1834 году. Этот паровоз был построен на Выйском заводе (Нижнетагильские заводы) Ефимом и Мироном (отец и сын) Черепановыми, при его создании учитывался опыт англичан. В августе того же года паровоз совершил первые поездки, в ходе которых возил поезд массой более 200 пудов (3,3 т) со скоростью до 16 км/ч. В следующем году Черепановыми был создан второй, более мощный паровоз. Но вскоре, в основном из-за давления подрядчиков конского извоза, испытательные поездки были прекращены.
Паровозы для Царскосельской дороги были английские типов 1—1—0 и 1—1—1. 8 февраля 1837 года в отчётах впервые появляется слово «паровоз», а 30 октября 1837 года паровоз «Проворный», проведя пассажирский поезд, официально открыл движение по дороге.
Началом русского паровозостроения можно считать 1845 год, когда Александровский завод в Санкт-Петербурге выпустил первые паровозы: товарные типа 0—3—0 (часть позже была переделана в тип 1—3—0 — впервые в мире) и пассажирские типа 2—2—0. Через год эти паровозы начали работать на ещё строящейся магистрали Санкт-Петербург — Москва, а 1 ноября 1851 года крупнейшая в мире на тот момент времени двухпутная железнодорожная магистраль была официально открыта, благодаря чему время в пути между двумя крупнейшими в стране городами сократилось с трёх суток до менее чем 22 часов. На 1860 год в России было менее 1000 км магистральных железных дорог, и мощностей одного паровозостроительного завода вполне хватало. Однако уже в середине 1860-х в стране начинается рост строительства железных дорог, что соответственно приводит и к росту потребностей в паровозах. 15 марта 1868 года царское правительство заключает контракты с рядом российских заводов на срок в 5 лет по строительству паровозов. В следующем году свои первые паровозы выпускают Камско-Воткинский и Коломенский заводы, причём последний сразу показывает высокий темп производства и вскоре становится крупнейшим локомотивостроительным предприятием в России. В 1870 году начинают строить паровозы заводы Невский и Мальцевский.
Вначале в стране не было единого стандарта колеи. Так, Царскосельская дорога была шириной 1833 мм (6 футов), Николаевская в силу большого количества американских инженеров, которые привезли готовые проекты, приняла колею южных штатов США — 1524 мм, дорога до Варшавы — стефенсоновской колеи 1435 мм, ставшей стандартом некоторых сопредельных c Российской Империей европейских стран. Император Николай I, инженер по образованию, утверждая документы для организации железнодорожного сообщения в России, повелел утвердить ширину колеи магистральных направлений 1524 мм. Это было шире, чем в Германии, Австрии, Франции (1435 мм), но уже, чем, к примеру, в Испании (1668 мм).

#### Развитие конструкции русских паровозов
В связи с европейским происхождением первых в России паровозов их дальнейшая эволюция проходила в европейском русле. Так же, как и за границей, в 1880-е годы появились компаунд-машины, в 1900-х годах — машины перегретого пара.
Рост грузо- и пассажирооборота требовал увеличения пропускной способности железных дорог. Основной упор был сделан на повышение веса поездов, что требовало применения паровозов с более высоким сцепным весом. Так как повышение осевых нагрузок представляло на то время затруднения (требовалось дорогостоящее усиление пути), то повышение сцепного веса осуществлялось за счёт повышения числа осей. В результате уже в 1858 году в России появляются практически первые в Европе товарные паровозы с четырьмя движущими осями (тип 0—4—0), а в 1878 году — первые в мире пассажирские паровозы с тремя движущими осями (тип 1—3—0). В 1895 году на русские железные дороги поступили из США паровозы типа 1—5—0 — первые в Европе паровозы с пятью движущими осями в одной жёсткой раме. Дальнейшее повышение числа осей ограничивалось по условиям вписывания в кривые, что привело к появлению на русских дорогах сочленённых паровозов, при этом активно использовался зарубежный опыт. Так, в 1872 году на Закавказскую дорогу поступили первые паровозы системы Ферли (серия Ф, сама схема появилась в 1870 году) типа 0—3+3—0 (две трёхосные тележки), а в 1899 году российские заводы начали выпуск (было построено свыше 400 штук) полусочленённых паровозов системы Маллета (появилась в 1889 году) типа 0—3+3—0.

Помимо этого, формируется российская школа паровозостроения. Так, в 1854 году инженером-конструктором А. Г. Добронравовым публикуются Правила для составления проекта паровоза. В 1870 году издаётся первый учебник «Курс паровозов», автор которого Л. А. Ермаков — профессор Петербургского технологического института. В 1880-е под руководством инженера А. П. Бородина при Киевских мастерских организуется первая в мире лаборатория по испытанию паровозов. Также из инженеров-железнодорожников того периода можно выделить Л. М. Леви, В. И. Лопушинского, А. С. Раевского и А. А. Холодецкого. При их непосредственном участии начинается улучшение теплотехнических показателей паровозов.
В 1882 году, по предложению А. П. Бородина, на одном из паровозов простую паровую машину заменили на машину-компаунд, а в 1895 году Одесские железнодорожные мастерские выпустили несколько паровозов сразу с такой машиной (серия Пб). Применение такой машины, при некотором усложнении конструкции, позволяло экономить до 20 % топлива и воды. В результате с 1890-х подавляющее большинство русских паровозов (в том числе и такие массовые серии, как О, Н, А) начинают выпускаться с машинами-компаунд. 7 сентября 1902 года на русские железные дороги поступает паровоз типа 2—3—0 Бп181 — первый из паровозов российской постройки, выпущенный сразу с пароперегревателем. Паровоз экономил до 25 % воды, а в устройстве был проще паровозов с машинами-компаунд, поэтому в дальнейшем русскими заводами выпускались паровозы исключительно с пароперегревателями. Хотя были и попытки применения машины-компаунд при перегретом паре (предложено в 1911 году инженером А. О. Чечоттом), однако конструкция паровоза при этом излишне усложнялась, что повышало стоимость ремонта и не оправдывало получаемой экономии в топливе (при перегретом паре экономия от применения машины-компаунд не превышала 13 %). В 1907 году под руководством конструкторов К. Н. Сушкина и Е. Е. Нольтейна был разработан и построен паровоз серии К, на котором впервые в российском паровозостроении колосниковая решётка топки была вынесена над рамой. Отныне высоко поднятый паровой котёл становится характерной чертой конструкции русских паровозов. Таким образом удаётся в прежних габаритах локомотива увеличить площадь колосниковой решётки.
К 1917 году железные дороги Российской Империи подошли с 20-ю сериями товарных и 17-ю — пассажирских. Около половины парка составляли паровозы серии О (0—4—0).

#### Советские паровозы
В СССР производилась реконструкция железных дорог, что позволяло использовать более мощные и тяжёлые типы паровозов — СО (1—5—0), ИС (1—4—2), ФД (1—5—1), скоростной 2—3—2. Конденсационные паровозы для засушливых районов в связи с высоким КПД планировалось распространить в целом по Союзу.
| Серия                 | Тип                   | Поверхность нагрева котла, м² | Площадь колосниковой решётки, м² | Давление пара, кгс/см² (н — насыщенный пар, п — перегретый) | Нагрузка на ось, тс   | Годы серийной постройки                   | Место постройки или отличительные особенности                               |
| Пассажирские паровозы | Пассажирские паровозы | Пассажирские паровозы         | Пассажирские паровозы            | Пассажирские паровозы                                       | Пассажирские паровозы | Пассажирские паровозы                     | Пассажирские паровозы                                                       |
| --------------------- | --------------------- | ----------------------------- | -------------------------------- | ----------------------------------------------------------- | --------------------- | ----------------------------------------- | --------------------------------------------------------------------------- |
| П                     | 2-2-0                 | 111—146                       | 1,9—2,5                          | 12н                                                         | 13,3—15,2             | 1891—1902                                 | Путиловский и Коломенский заводы                                            |
| Ж                     | 2-3-0                 | 166                           | 2,3                              | 12н                                                         | 14,3                  | 1896—1904                                 | Коломенский и др. заводы                                                    |
| Нв                    | 1-3-0                 | 143                           | 2,2                              | 12н                                                         | 15                    | 1892—1914                                 | Александровский и др. заводы                                                |
| Б                     | 2-3-0                 | 206                           | 2,7                              | 13п                                                         | 15,7                  | 1908—1914                                 | Брянский завод                                                              |
| Уу                    | 2-3-0                 | 192                           | 2,8                              | 14п                                                         | 16,4                  | 1906—1912                                 | Путиловский завод                                                           |
| Ку                    | 2-3-0                 | 228                           | 3,18                             | 13п                                                         | 16                    | 1907—1914                                 | Путиловский завод                                                           |
| С                     | 1-3-1                 | 259                           | 3,8                              | 13п                                                         | 15,8                  | 1912—1918                                 | Сормовский и др. заводы                                                     |
| Св                    | 1-3-1                 | 259                           | 3,8                              | 12п                                                         | 16,4                  | 1914                                      | Коломенский завод                                                           |
| Су 1в                 | 1-3-1                 | 271                           | 4,7                              | 13п                                                         | 18,3                  | 1925—1929                                 | Коломенский завод                                                           |
| Су 2в                 | 1-3-1                 | 277                           | 4,7                              | 13п                                                         | 18,2                  | 1932—1936; 3в — 1937—1940; 4в — 1945—1956 | Сормовский завод                                                            |
| Лп                    | 2-3-1                 | 355                           | 4,6                              | 12п                                                         | 17,3                  | 1915—1926                                 | Путиловский завод                                                           |
| М                     | 2-4-0                 | 356                           | 6                                | 13п                                                         | 18,2                  | 1926—1930                                 | Путиловский завод                                                           |
| ИС (ФДп)              | 1-4-2                 |                               |                                  |                                                             |                       | 1932—1941                                 |                                                                             |
| П36                   | 2-4-2                 | 242                           | 6,75                             |                                                             | 18,5                  | 1950—1956                                 | Опытный образец — в 1950 году, несколько паровозов построено в 1953 году    |
| Грузовые паровозы     |                       |                               |                                  |                                                             |                       |                                           |                                                                             |
| Э                     | 0-5-0                 | 200                           | 4,2                              | 12                                                          |                       | 1912 — начала 1920-х годов                |                                                                             |
| Эр                    | 0-5-0                 | 200                           | 5,09                             | 14                                                          |                       | 1946—1956                                 |                                                                             |
| Еа, Ем                | 1-5-0                 | 240                           | 6                                |                                                             |                       | 1943—1945                                 | Строился в США                                                              |
| СО17                  | 1-5-0                 | 227,4                         | 6                                |                                                             | 17                    | 1934—1950                                 |                                                                             |
| СО18                  | 1-5-0                 | 227,4                         | 6                                |                                                             | 18                    |                                           | С водоподогревателем в тендерном баке                                       |
| СОк18                 | 1-5-0                 | 227,4                         | 6                                |                                                             | 18                    | 1936—1941                                 | Имел тендер-конденсатор                                                     |
| ФД                    | 1-5-1                 | 295                           | 7,04                             | 15                                                          | 20—21                 | 1931—1941                                 | Первый образец — в 1931 году                                                |
| ТЭ (52)               | 1-5-0                 | 177,6                         | 3,9                              |                                                             | 12                    |                                           | Строился на различных заводах Западной Европы в период Второй мировой войны |
| Л                     | 1-5-0                 | 222,3                         | 6                                |                                                             | 18,5                  | 1945—1956                                 |                                                                             |
| ЛВ                    | 1-5-1                 | 237                           | 6,45                             |                                                             | 18,5                  | 1950—1956                                 | Первый образец — в 1950 году                                                |

#### Закат эпохи советских паровозов
Ещё в начале XX века разными конструкторами предлагались различные варианты конструкций более экономичных, нежели паровоз, локомотивов. В 1924 году в СССР появились первые тепловозы, а в 1931 году было налажено их серийное производство (серия Ээл). И хотя в 1937 году НКПС отказался от приёма тепловозов в эксплуатацию (из-за отсутствия надлежащей производственной и ремонтной базы, а также во многом благодаря предубеждению Л. М. Кагановича), тепловозы сразу показали свою высокую экономичность, затрачивая в 5—7 раз меньше топлива на единицу работы, чем паровозы.
В 1933 году на советских магистральных железных дорогах появился новый вид тяги — электровозная. Несмотря на более высокие начальные затраты (необходимо строительство контактной сети, тяговых подстанций и целых электростанций), электровозы по сравнению с паровозами более надёжны, а их мощность мало зависит от температуры окружающей среды. К тому же будучи неавтономным локомотивом, электровоз может использовать возобновляемые источники, например, гидроэлектроэнергию. В результате уже в том году на советских заводах (Коломенский и «Динамо») было начато серийное производство электровозов, которое велось вплоть до начала войны.

В послевоенный период, когда началось восстановление страны, а на дорогах возрос товарооборот, мощность и скорости паровозов существенно возросли. Помимо этого, улучшались их качественные показатели, в частности на серийных машинах уже применялись водоподогреватели, проводились опыты с более экономичными пароперегревателями. Однако к тому времени и тепловозы, и электровозы уже показали свои преимущества перед паровозами. У последних всё яснее виднелся их основной недостаток — крайне низкий КПД, который даже у самых совершенных паровозов того времени (ЛВ и П36) не превышал 9,3 %. При восстановлении разрушенных локомотивостроительных заводов в них начали создавать цеха для производства новых видов локомотивов. 
 Уже в 1947 году Харьковский паровозостроительный завод перешёл на крупносерийное производство тепловозов, а Новочеркасский паровозостроительный завод — электровозов (название завода при этом сменилось на НЭВЗ). В 1950 году свои последние паровозы выпустил Брянский машиностроительный завод. 
Окончательную точку в судьбе советского паровозостроения поставил в 1956 году XX съезд КПСС, на котором было принято решение о прекращении строительства паровозов и о начале массового внедрения прогрессивных видов тяги — тепловозной и электровозной. В том же году 29 июня Коломенский завод выпустил последний в СССР пассажирский паровоз — П36-0251, а в конце года Ворошиловградский паровозостроительный завод (к тому времени уже Ворошиловградский тепловозостроительный) построил последний грузовой, а также последний магистральный паровоз советского производства — ЛВ-522. В том же, 1956-м, году оба эти завода перешли на выпуск тепловозов ТЭ3. В 1957 году на Муромском паровозостроительном заводе был прекращён выпуск последней в СССР серии маневровых паровозов 9Пм.
Тем не менее, паровозная тяга использовалась в СССР в регулярном железнодорожном сообщении до середины 1970-х годов. По данным историка железной дороги В. А. Ракова на поездной грузовой работе паровозы использовались до 1978 года. В дальнейшем паровозы работали на некоторых второстепенных участках железных дорог. В Латвийской ССР на маршрутах Плявиняс — Гулбене и Рига — Иерики — Пыталово паровозы серии Л водили грузопассажирские поезда как минимум до 1980 года. На участке Питкяранта — Олонец в Карелии паровозы серии Эр водили грузовые поезда до 1986 года. На перегоне Рославль I — Рославль II паровоз серии Л работал с грузовыми составами в 1989 году. Отдельные паровозы в некоторых регионах страны использовались на манёврах в железнодорожных депо и узлах, а также на промышленных предприятиях вплоть до начала 1990-х, некоторые, в частности паровоз ОВ-324, работают до сих пор. Дольше остальных задержались на паровозной тяге некоторые узкоколейные железные дороги страны. После массового исключения паровозов из парка в СССР, в 1960—70-х гг. некоторая часть из них была пущена на слом, другая часть отправилась на многочисленные базы запаса локомотивов, где они были законсервированы, а некоторые, как, например, часть паровозов серии ФД, были переданы за рубеж. Кроме этого, после списания паровозы часто использовались в качестве котельных в локомотивных депо или на промышленных предприятиях, а также устанавливались в качестве памятников на железнодорожных станциях, вокзалах и в депо. В настоящее время паровозы в основном используются в ретропоездах, имеющих развлекательно-познавательную функцию.
В сентябре 2018 года был запущен первый в современной России регулярный паровозный маршрут на участке Бологое — Осташков. Пригородный поезд курсирует каждую субботу. Паровоз модели СУ 250-74 1948 года выпуска тянет состав из двух пассажирских вагонов образца 1980-х гг. На Санкт-Петербургском железнодорожном узле паровозы (Л-5289, Л-5248, Л-3959, СО17-2359, Эр766-41 и другие, всего около 20 единиц) в целях поддержания работоспособности техники и квалификации персонала, регулярно используются в маневровой и вывозной работе, работая с составами массой до 2500 тонн. С 2017 года вывозная работа на паровозной тяге осуществляется и на Краснодарском узле (депо Тихорецкая). Эпизодически используются в хозяйственной работе паровозы и в других депо. Подготовку паровозных машинистов в России осуществляет единственное учебное заведение — Курская дорожно-техническая школа.

## Обозначения серий паровозов
Первые паровозы получали имена собственные («Ракета», «Планета», «Проворный»). Такая система обозначений довольно скоро показала свою несостоятельность, поэтому однотипные по конструкции паровозы стали объединять в группы, которым присваивали единое общее обозначение — серию. Обозначения серий могли быть выполнены как с применением букв, так и с применением цифр, а иногда и их сочетанием (например, финские H2).
Однако ввиду того, что обозначения на каждой дороге присваивались по собственной системе, вскоре сложилась ситуация, когда у паровозов практически одинаковой конструкции было по несколько десятков вариантов серий, что привело к необходимости ввода единых обозначений серий паровозов по стране. Одной из первых такая система была применена в Российской империи, где в 1912 году Циркуляр Управления железных дорог Министерства путей сообщения ввёл буквенную систему обозначений серий паровозов, как для казённых, так и для частных железных дорог. Так, согласно ей, все старые товарные паровозы с 3 движущими осями (типы 1-3-0, 0-3-0, 0-3-1) получили обозначение серии Т (трёхосные), типа 0-4-0, выпущенные до паровозов «нормального типа» — Ч (четырёхосные), паровозы «нормального типа» — О (основные) и т. д. Примерно в то же время в Польше перешли на буквенно-цифровое обозначение серий, при которой первая буква обозначала род службы локомотива (товарный, пассажирский или курьерский), вторая (нижний индекс) — осевую характеристику, а следовавшая далее цифровая часть — на конструктивные особенности. Например, обозначение паровоза Ty23 имеет следующую расшифровку: Towarowe («Товарный»), осевая характеристика — y (1-5-0), появился в 1923 году. В 1925 году в Германии Рейхсбан (Управление Государственными железными дорогами) ввёл единое двухцифровое обозначение серий паровозов для всех германских железных дорог и общую нумерацию для каждой серии. По такой системе в одну серию объединяли паровозы, выпущенные до 1920-х и имевших общую осевую формулу, в результате чего паровозов каждой серии могло быть нескольких разновидностей (например, паровозов серии 56 было шестнадцать разновидностей). Подобную схему обозначений, только трёхцифровую, пытались ввести в 1920-х и в Советском Союзе, причём на начальном уровне сохраняя при этом буквенное обозначение, результатом чего явились буквенно-цифровые обозначения серий, например, Су212. Однако такая система на советских железных дорогах оказалась неэффективной, причём во многом из-за того, что номера каждой серии могли быть лишь в пределах от 1 до 99, тогда как паровозов каждой серии было построено гораздо больше (например, тех же Су было построено свыше 2 тысяч).
Нередко паровозы получали обозначения серии в честь главных конструкторов (например, грузовой Л Лебедянского, и его пассажирский тёзка Лопушинского, а грузовой Ю был в 1912 году назван Щ в честь конструктора Н. Л. Щукина) либо известных личностей (Иосиф Сталин, Серго Орджоникидзе или наиболее мощный отечественный паровоз Феликс Дзержинский).

## Отличия пассажирского и грузового паровозов
Пассажирские и грузовые паровозы существенно отличаются по конструкции экипажа, что объясняется следующими причинами:
- Пассажирскому паровозу не нужен большой сцепной вес, поэтому может быть уменьшено количество движущих или «сцепных» колёс, осуществляющих сцепление с рельсами за счёт сил трения.
- Скорость пассажирского паровоза при равной мощности должна быть выше, для этого используют движущие колёса увеличенного диаметра, а для поддержки цилиндров и передней части котла используют бегунковые колёса небольшого диаметра. Бегунковые оси (или бегунки) стояли в отдельной тележке (чаще всего Бисселя или Цара-Краусса), они облегчают вписывание экипажа в кривые, а также подготавливают путь к прохождению движущих колёс. В некоторых случаях единственная бегунковая ось объединялась в тележку с передней движущей осью (С), что ещё больше способствовало приспособляемости экипажа к прохождению кривых на больших скоростях.

## Технические преимущества и недостатки паровоза
Паровоз не боится ни быстрой езды, ни высокой форсировки котла. Паровоз боится только невнимательного обращения, плохого ремонта и уходаМашинист Франц Яблонский
Как и у всех других типов локомотивов, у паровоза есть как преимущества, так и недостатки.
Преимущества:
- Относительная простота конструкции, благодаря чему их производство было довольно просто наладить на машиностроительном (например, Lima и HCP) или металлургическом (например, Коломенский и Сормовский) заводе.
- Надёжность в эксплуатации, обусловленная уже упомянутой простотой конструкции, благодаря чему паровозы могут эксплуатироваться на протяжении более 100 лет. Один из первых паровозов, «пыхтящий Билли», проработал на железной дороге около 50 лет.
- Наибольшая сила тяги при трогании с места. Более того, из всех распространённых видов двигателей транспортных средств единственно паровая машина может неограниченно долго развивать максимальную силу тяги даже у стоящего на месте локомотива.
- Многотопливность, то есть возможность работы практически на любом топливе, в том числе на дровах, торфе, угле, мазуте и т. п.. В 1960-х годах, после снятия с поездной работы, многие паровозы были переданы на подъездные пути предприятий, где их отапливали часто отходами производства: щепой, опилками, макулатурой, зерновой шелухой, бракованным зерном, отработавшими смазочными материалами. При этом тяговые возможности паровоза существенно снижались, но для манёвров с несколькими вагонами тяги хватало.
- У тепловозов существенно падает мощность дизельных двигателей в условиях высокогорья, в то время как мощность паровозов в таких условиях даже растёт (разреженный воздух оказывает меньшее сопротивление истечению отработанного пара из машины). Поэтому паровозы могут достаточно эффективно работать на высокогорных перевалах.

Недостатки паровоза:
- Крайне низкий КПД, который на последних серийных паровозах составлял 5—9 %, что обусловлено низким КПД самой паровой машины (не превышает 20 %), а также недостаточной эффективностью сгорания топлива в паровом котле и потерями тепла пара при передаче его от котла к цилиндрам. После окончания эпохи массового использования паровозов, за счёт применения компьютерных технологий удавалось довести КПД до 11,8 %. Использование тендера-конденсатора могло повысить КПД на 20% (до 8-9%), но широкого распространения они не получили. Основная проблема повышения КПД состоит в том, что ограничения по массе, по давлению на рельсы, а также обеспечение безопасности накладывают ограничения на повышение давления в котле, которое не превышало 16 кг/кв.см. Другим фактором было ограниченное применение конденсаторов. На судах конденсаторы пара охлаждаются морской водой, и внутри них создаётся вакуум, что существенно увеличивает термодинамический КПД. Но на паровозе конденсатор был не столь эффективен, поскольку он охлаждался воздухом, поэтому температура воды на выходе составляла около 90 градусов. Для создания вакуума воду надо было охладить до 50 градусов, и кроме этого, требовался вакуумный насос. Чтобы повысить его эффективность, требовалось  делать и так громоздкий тендер-конденсатор чрезмерно большим и устанавливать мощные вентиляторы для охлаждения(что имело место на паровозах, которые работали в Африке). Однако в северных районах охлаждение конденсатора не составляет особого труда, а остаточную тепловую энергию пара и воды, можно использовать, например, для отопления пассажирских вагонов и приготовления горячей воды.
- Повышенная склонность к боксованию, обусловленная сильной неравномерностью крутящего момента, создаваемого поршневой паровой машиной, особенно при небольших скоростях, а также тем, что движущие оси паровозов жёстко спарены.
- Несимметричность паровозов классической конструкции, что вызывало необходимость разворота локомотива при смене направления движения.
- Потребность в больших запасах мягкой «котельной» воды и в их постоянном пополнении на станциях, что особенно ограничивало применение паровозов в засушливой местности (например, в пустынях) либо в отдалённых регионах стран. Применение паровозов с конденсацией отработанного пара хоть и снижало актуальность этой проблемы, но не устраняло её полностью. Необходимость организации водоснабжения существенно удорожало постройку железнодорожных линий вообще и сдерживало расширение дорожной сети — малодеятельные линии оказывались нерентабельными.
- Высокая пожароопасность, обусловленная наличием открытого огня сгорающего топлива. Данный недостаток отсутствует на бестопочных паровозах, однако радиус действия таких машин весьма ограничен.
- Большое количество дыма и копоти, выбрасываемых в атмосферу. Этот недостаток особенно сильно проявлялся при вождении пассажирских поездов, при работе в черте населённых пунктов, в тоннелях и проч. Проблема была настолько острой, что власти города Нью-Йорка в 1903 году издали закон, запрещающий использование паровозов на территории нью-йоркского острова Манхэттен южнее реки Харлем (Harlem River) после 30 июня 1908 года. Формально закон стал реакцией правительства штата на катастрофу 1902 года. Тогда во время движения по тоннелям в районе Парк-Авеню машинист одного из поездов был ослеплён паровозным дымом, не рассчитал скорость, и его паровоз врезался во впереди идущий состав, в результате чего погибло пятнадцать пассажиров. В 1923 году этот закон был ещё более ужесточён. Так называемый «Акт Кауфмана[англ.]», который должен был вступить в силу с 1 января 1926 года, предписывал всем железным дорогам, чьи линии хотя бы частично находились в границах Нью-Йорка и его пригородов, не использовать на этих линиях никакой другой тяги, кроме электрической.
- Невозможность работы паровозов по системе многих единиц, что для вождения тяжеловесных поездов требует применения кратной тяги, а следовательно, и увеличения числа локомотивных бригад.
- Тяжёлые условия труда локомотивной бригады.
- Опасность взрыва котла.
- Высокая трудоёмкость ремонта, особенно парового котла.

Несмотря на тяжёлые условия работы, паровозы, тем не менее, весьма ценились машинистами. Прежде всего это было связано с тем, что, в отличие от всех других локомотивов, теоретически рассчитать рациональные режимы ведения поезда для паровозов практически невозможно, так как слишком много составляющих: температура и давление пара, положения регулятора и реверсора, уровень воды в котле и т. д. и т. п. Из-за этого сильно ценился практический опыт машинистов, благодаря которому и удавалось осуществлять вождение тяжеловесных поездов с более высокими скоростями, как это делал, например, советский машинист Пётр Кривонос. С уходом паровозов авторитет профессии машинист локомотива значительно упал.

## Рекорды среди паровозов
Самый первый официальный рекорд для рельсового транспорта был зарегистрирован в 1829 году в Англии и является рекордом скорости. 6 октября этого года на железной дороге Манчестер — Ливерпуль при большом стечении народа состоялись гонки, вошедшие в историю как «Рейнхильские состязания» (англ. Rainhill Trials). Победителем этих соревнований стал паровоз Стефенсона «Ракета», который 8 октября развил скорость 24 мили/ч (38,6 км/ч), по другим данным — 30 миль/ч (48 км/ч), что на то время являлось рекордом для сухопутного транспорта.
Дальнейшей планкой, к которой стремились конструкторы паровозов, стала скорость в 100 миль/ч (160,9 км/ч). Точные данные о том, когда этот рекорд был побит, весьма разнятся. Так, согласно одним данным, в сентябре 1839 года такой скорости достиг английский паровоз «Hurricane» («Харрикейн», «Ураган») типа 1-1-1 с диаметром движущих колёс 3048 мм (10 футов). Согласно другим, это был американский паровоз типа 2-2-0 № 999, который 10 мая 1893 года с поездом «Empire State Express» развил скорость в 181 км/ч. Однако оба эти факта нередко ставятся под сомнение различными авторитетными учёными. Рекорд скорости в 200 км/ч был превзойдён 11 мая 1936 года, когда немецкий паровоз серии 05 типа 2-3-2 фирмы «Борзиг» в демонстрационной поездке достиг скорости 200,4 км/ч. Окончательный же рекорд скорости для паровозов был установлен 3 июля 1938 года, английский паровоз серии A4 № 4468 «Mallard» («Дикая утка») достиг скорости 202 км/ч (125 миль/ч).
На сегодняшний день (2023 г.) самым быстроходным из сохранившихся в рабочем состоянии паровозов является DR 18 201, построенный в ГДР в 1961 году в единственном экземпляре. В испытательном рейсе 12 октября 1972 года он развил скорость 182,4 км/ч.
Советский рекорд скорости среди паровозов несколько скромнее. Так, 29 июня 1938 года скоростной паровоз Коломенского завода (2-3-2К) на линии Ленинград — Москва достиг скорости в 170 км/ч. Однако есть данные, что в апреле 1957 года другой скоростной паровоз, но уже Ворошиловградского завода (2-3-2В) улучшил этот результат, достигнув скорости в 175 км/ч.
- Английский паровоз A4 «Mallard»
- Советский паровоз серии Э

Что касается размеров, то самыми большими и тяжёлыми паровозами в мире являются американские паровозы Класса 4000 («Big Boy»), длина которых с тендером достигает 40,47 м, а служебная масса составляет 548,3 т, что делает их заодно самыми тяжёлыми локомотивами в истории. Из советских паровозов самыми большими и тяжёлыми были опытные П38, служебная масса которых с тендером составляла 383,2 т при длине 38,2 м, а из довоенных — сочленённый танк-паровоз Я-01 длиной 33,1 м при служебной массе 266,6 т. Самым же массовым в мире паровозом является российский (советский) паровоз серии Э. Этот паровоз строился с 1912 по 1956 гг. на трёх десятках заводов в шести странах мира. По разным оценкам, было построено не менее 10,8 тысяч паровозов этой серии.